# Montilaira
Montilaira là một chi nhện trong họ Linyphiidae.